# كريج تشالين
كريج تشالين (بالإنجليزية: Craig Challen)‏ هو غواص تقني ومستكشف كهوف أسترالي، حصل على جائزة أوزتك الغواص لعام 2009 عن خدماته في الكهوف.
من خلال مهنته كجراح في الطب البيطري، جعلت تحدي الغطس ملحوظ في كهف كوكليبيدي وبيرس ريسيرجنس.
في عام 2010 سجل رقماً قياسياً في الغوص بلغ 194 متر أثناء الغوص في الكهوف في نيوزيلندا. في عام 2018 شارك في عملية إنقاذ كهف في تايلاند لإجلاء 12 طفلاً وشخص بالغ من نظام كهف ثام لوانغ المغمور بالفيضان.